# RuneScape
A RuneScape interneten keresztül játszható, Java-alapú MMORPG (Massive Multiplayer Online Role-Playing Game -  Masszív Többjátékos Online Szerepjáték); fejlesztője a Jagex Ltd. A játék ingyenes felhasználóinak száma meghaladja a hatmilliót, míg az előfizetőké az egymilliót.
A RuneScape-et Andrew Gower hozta létre. A fejlesztést 1998-ban kezdte meg a RuneScape előfutárán, a DeviousMUDon. A játék 2001. január 4-én jelent meg, népszerűsége köszönhető ingyenességének, egyszerű kezelőfelületének, illetve a böngészőablakban történő futásának.
A játék egy meseszerű, fantasy birodalomban, Gielinorban játszódik, mely számos királyságra, régióra és területre bomlik. A játékosok a gyalogláson kívül akár teleportálhatnak is, vagy a nemjátékos karakterek által kínált szolgáltatásokkal meggyorsíthatják az utazást. A különböző vidékek más-más szörnyeket, nyersanyagokat és küldetéseket kínálnak.
Hasonlóan sok más MMORPG-hez, a játékmenet nem kötött, a játékosoknak nem kell megszabott utat követnie. Minden felhasználóhoz egy karakter társul, a játékosok maguk irányíthatják az eseményeket. A közösség tagjai akár egymással, vagy nemjátékos karakterekkel is harcolhatnak, tapasztalati pontot gyűjthetnek, és küldetéseket teljesíthetnek. A játékosok ezenkívül egymással beszélgethetnek, kereskedhetnek és minijátékokkal is játszhatnak, akár egymással, vagy egymás ellen. A játék két minőségben érhető el: magas, illetve alacsony felbontásban. A magas felbontás természetesen jobb rendszerkövetelményeket igényel, és ha ez nem teljesül,vagy nem lehetséges a magas felbontás elérése, vagy a játék nem megfelelő gyorsasággal működik.

## Fejlesztés
A DeviousMUDot, a RuneScape előfutárát Andrew Gower kezdte fejleszteni 1998-ban. A játék - mely hivatalosan nem jelent meg -, izometrikus nézőpontot használt. 1999-ben, Gower újraírta a játékot, azonban a grafikán nem változtatott. A játék e verziója hivatalosan is megjelent, de egy héttel később visszavonták sajnos.
Gower, a Cambridge-i Egyetem hallgatójaként továbbdolgozott a játékon, és testvére Paul segítségével, teljesen újraírta azt. Az izometrikus nézőpontot felcserélték egy egyszerre három-dimenziós és két-dimenziósra. A játék új neve RuneScape lett, hivatalos béta verziója 2001. január 4-én jelent meg, és eredetileg szüleik Nottinghami házából működtették azt. 2001 decemberében a Gower fivérek Constant Tedderrel megalapították a Jagex Limitidet, hogy kezelésbe vegyék a RuneScape futtatásának üzleti ügyeit. A Jagex kifejlesztett egy programozási nyelvet, a RuneScriptet, mellyel a játékot kódolják.
2002. február 27-én elérhetővé vált a havi előfizetés, mely több lehetőséget kínál a játékosoknak.
A RuneScape népszerűsége részben köszönhető annak, hogy a legtöbb Internetes böngészőn keresztül játszható, függetlenül a platformtól (Windows XP, MAC OS, Linux stb.), a lényeg a Java környezet megléte.
Ahogy a RuneScape játékosai gyarapodtak, a Jagex nagyobb változtatásokat tervezett. A fejlesztők teljesen újraírták a játék motorját, a grafikát teljesen három-dimenziósra cserélték ezzel egy újabb verziót alkotva, melyet RuneScape 2-nek neveztek. Az előfizetők 2003. december 1-jétől játszhattak a béta verzióval, míg a végleges verzió 2004. március 29-én vált elérhetővé. Az új játék megjelenésétől, a RuneScape 2-t átnevezték RuneScape-re, míg a régi játékot RuneScape Classic néven továbbra is futtatták. 2006. január 12-én a Jagex majdnem 5000 RuneScape Classic felhasználót törölt szabálysértés miatt, majd lezárta a játékot, így új játékosok nem regisztrálhattak arra. A játékot csak azoknak tartotta fenn, akik 2005. augusztus 3-a óta legalább egyszer bejelentkeztek, és akik attól fogva hathavonta legalább egyszer ismét megteszik.
2006. május 16-án a Jagex megújította a RuneScape motorját, azonban a játék grafikáját ez nem befolyásolta. A RuneScape memóriaigénye lényegesen csökkent, ami megengedte, hogy a játék, a betöltés idejének meghosszabbodása nélkül bővülhessen. A motort még egyszer felújították, 2007. június 26-án, hogy a jövőben bonyolultabb tartalommal gyarapodhasson a játék.

### Szerverek

A RuneScape szerverei

Több mint 130 szerver van világszerte, melyeket a játékosok és a Jagex, (1-től felfelé) számozva, világnak (a játékosok körében world, vagy általában csak "w"-nek mondják) nevez. Szerverek találhatók az Egyesült Királyságban, az Egyesült Államokban, Kanadában, Hollandiában, Ausztráliában, Svédországban és Finnországban. A szerverek olyan területeken vannak, ahol a legjobb kapcsolatot biztosítják a játékosoknak, a leggazdaságosabb módon. Szervereket áthelyeznek, vagy újakat indítanak, ha szükséges.
Az összes szerver 2000 játékost enged egyszerre csatlakozni, így az összkapacitás több mint 260 000 játékos. A szerverek nagy része ingyenes, melyen mindenki játszhat, a többi pedig csak az előfizetők (member játékosok) számára elérhető.

### Előfizetők
Akik előfizetnek a játékra, azok 9 új képességet, továbbá rengeteg új minijátékot, küldetést, területet, várost, tárgyakat (köztük páncélokat, fegyvereket) fedezhetnek fel, illetve szerezhetnek meg. Ára 5,95 - 9.99 USD a fizetés módjától függően(bankkártya vagy SMS). A bankkártyás fizetés erősen ajánlott, hiszen ez a legbiztonságosabb fizetési mód, és az online tranzakció után azonnal megkapod a prémium tagságot (membership).
(Lehet forintbankszámláról is utalni a díjat, csak a napi átváltási rátát fogják alkalmazni. A te számládról forintban emelik le, a Jagexnél pedig dollárban írják jóvá.)

### Más nyelvek
2007. február 14-én elindult a RuneScape német nyelvű verziója. Jelenleg öt német nyelvű szerver üzemel: három az ingyenesek számára (122, 139, 146) és kettő az előfizetőknek (140, 147).
2008-ban megjelent a RuneScape francia nyelvű változata, amely nyelven három szerver üzemel: kettő az ingyenesek számára (72, 128), egy pedig az előfizetőknek (150).
2009-ben a Jagex megalkotta az elsősorban brazilok számára tervezett portugál nyelvű Runescape változatot. Jelenleg öt brazil szerver üzemel: három az ingyenesek számára (101, 125, 126) és kettő az előfizetőknek (127, 133).

## Játékmenet
Az új játékosok egy elzárt területen kezdik meg kalandjukat, melyen csak ők vannak (és az NPC-k). A régi bevezetőben a Tutorial Islanden (Oktató Sziget) a játékosokat oktatók kalauzolták; a megadott utat követve a játékos megismete az alapokat. A sziget elhagyása után a játékosok találhattak egyéb oktatókat, akik szükség esetén ellátják őket alapvető felszereléssel és tájékoztatják őket bizonyos képzettségekről, most ezt a Lumbridgeban található Roddeck teljesíti, és a kezdő felszerelést ingyen meg lehet kapni bizonyos boltokban. Az új bevezető kaland neve: Unstable foundations. Itt az új játékosok megtanulnak harcolni, fát vágni vagy bányaszni és összetett dolgokat készíteni.

### Zene
A RuneScape hangjai három csoportra oszthatók: zene, hangeffekt és a környezet hangjai. A zene Gielinor különféle kultúrái, vidékei meghatározására szolgál. Ha a játékosok egy általuk addig be nem járt területre mennek, vagy küldetés részeként kapják meg a zenét, új zene válik elérhetővé, melyet a játékos bármikor lejátszhat. A hangok, mint a csobbanás, a tűzgyújtás hangja vagy a fegyverek, hangjai a képességek fejlesztése közben hallhatóak. A környezet hangjait, mint a madarak csiripelése, mindenfelé hallani lehet. A játékosok a három hangtípus hangerejét, egymástól függetlenül állíthatják be. 2008. március 18-ától a zenék felett látható a lejátszható (unlocked), zeneszámok mennyisége. Ha ez meghaladja az 500-at, elérhetővé válik az "Air Guitar" (Léggitár) emote.

### Grafika
Korábban a RuneScape-et alacsony, vagy magas felbontásban lehetett játszani. Míg a magas felbontásban részletesebbek voltak a textúrák, az alacsony felbontás kevesebb részletet tartalmazott, így gyenge számítógépeken sem akadozott a játék. A RuneScape grafikája két nagyobb fejlesztésen esett át, ezek közül a második még nem fejeződött be. Az első a RuneScape 2 - azaz a mai RuneScape - megjelenése volt. A második 2005-ben kezdődött, az ingyenes játékrész néhány városának felújításával. Miután 2006. május 16-án a motort felújították, a grafikai frissítések meggyorsultak. Eddig az ingyenes játékrészt szinte teljesen, néhány csak előfizetőknek elérhető várost, és rengeteg nemjátékos karaktert újítottak fel.
2008. május 8-án a Jagex egy újabb grafikai frissítés közeledtét hirdette ki. Május 29-én egy „Fejlesztési Naplóban” (Developement Diary) részletesen bemutatták, képekkel illusztrálták, melyek egyike dinamikus árnyékokat bemutató animált kép. Ez a frissítés 2008 júliusában jelent meg. Így most elérhető a RuneScape-nek szabadon választható normal detail verziója, és egy HD verziója, ami magas felbontású játékélményt biztosít a játékosoknak, illetve full screen-t (teljes képernyőt) az előfizetőknek.
A RuneScape-ben lehetőség van a karakter testreszabására. A játék elején a játékosok nemet, hajtípust és hajszínt, arcszőrzetet, testalkatot illetve bőrszínt választhatnak, és a játék során ezeket mind megváltoztathatják, pénzért. A játékban azonban különféle fegyverek, páncélok vagy egyéb tárgyak viselésével, az eredeti ruha nem látszik. Az alapvető fegyverek, mint a kardok, ugyanazt az animációt használják harc esetén, viszont néhány fegyvernek van speciális animációja.
A játékosok ideiglenesen átváltozhatnak tárgyakká, növényekké vagy állatokká a körülményektől függően. Ezek az átalakulások megvédik a játékosokat, elérést biztosítanak másképp elérhetetlen területekre, azonban az általános tevékenységek többségét gátolják.
A játékosok speciális animációk segítségével képesek érzelmeket kifejezni (sírni, nevetni, stb.), ezek közül néhány minden karakternek kijár, viszont akadnak olyanok is, amelyek a játék során, vagy ünnepekkor nyílnak meg.

### Képességek (skillek)
A képességek különféle tevékenységek elvégzésére szolgálnak. A játékosok tapasztalati pontot kapnak, ha gyakorolnak egy képzettséget, például az ércbányászat a bányászat képességet növeli. Ahogy a játékos tapasztalati pontokat gyűjt, szinteket lép, egészen 99-ig. Magasabb szinteken, a játékosok jobb nyersanyagokat tudnak kinyerni, és jobb termékeket tudnak előállítani, melyekért több tapasztalati pont jár, és több pénzt kaphatnak érte. A játékos össz-szintje részben jelzi a játékos fejlettségét a játékban. A RuneScape eredménytábláját (Hi-score) bárki megtekintheti, itt fel van sorolva minden képességből, és néhány minijátékból a legjobb kétmillió játékos. A legmagasabb össz-szinttel rendelkezőket a legtöbb játékos - névről - tiszteli. A lehető legmagasabb szint elérésével (99), az előfizetők beszerezhetnek egy speciális köpenyt, a Teljesítmény Köpenyét, mely ad egy bónusz szintet, így viselője 100-as szintű lesz egy kis időre a megadott képzettségből, valamint előadhat egy rövid mozdulatot, jelenetet a képzettséggel kapcsolatban.
A képességek:
| Ingyenes képességek | Tag képességek |
| --- | --- |
| - Attack (támadás) - Defence (védekezés) - Strength (erő) - Constitution (életerő) - Ranged (íjászat) - Magic (mágia) - Prayer (imádkozás) - Mining (bányászat) - Smithing (kovácsmesterség) - Fishing (halászat, horgászat) - Cooking (sütés-főzés) - Firemaking (tűzgyújtás) - Woodcutting (favágás) - Crafting (kézügyesség) - Runecrafting (Runekészítés) - Dungeoneering (Alagútkutatás) | - Agility (mozgékonyság) - Herblore (gyógynövénytan) - Thieving (tolvajlás) - Fletching (íjkészítés) - Slayer (szörnyvadászat) - Farming (növénytermesztés) - Construction (építkezés) - Hunting (vadászat) - Summoning (idézés) |

Néhány képesség, mint az Attack(támadás) vagy a Constitution(életerő), növeli a harcban való hatékonyságot. A nem-harci képességek közül némely, mint a Fishing(halászat-horgásztudomány) vagy a Woodcutting(favágás) nyersanyagok gyűjtésére alkalmas, melyekből más képzettségek által, a játékosok használható tárgyakat készíthetnek, ilyen a Cooking(főzés;sütés) és a Fletching(íj-,és nyílkészítés). Az elkészített tárgyakat a játékosok pénzért eladhatják. A képességek által a játékosok speciális nemjátékos karaktereket ölhetnek meg, megépíthetik saját házukat, hatékonyabban járhatják a világot, lophatnak a piacokról, vagy nemjátékos karakterektől, megfőzhetik saját ételüket, készíthetnek speciális italokat, rúnákat - melyekkel később varázsolnak -, kovácsolhatnak fegyvereket, termeszthetnek növényeket, vadászhatnak állatokra és idézhetnek maguk mellé követőt, mely harcban, vagy nem-harci képességek fejlesztésében segít.

### Harc
A RuneScape harci rendszere valós idejű. A harc egy nagyon fontos része a játéknak, ugyanis a megölt szörnyek által elejtett tárgyak vagy arany összegyűjtése az egyik legjobb út a meggazdagodásra. A harc a küldetések teljesítése során is fontos szerepet játszik. A harci szint (Combat Level) elárulja, milyen erős a másik játékos, vagy nem játékos ellenfél (NPC), ha küzdelemre kerülne sor. A játékosok nyolc harci képesség fejlesztésével növelhetik harci szintjüket. A játékosok egy másik játékosra, vagy nemjátékos karakterre jobb gombbal kattintva, majd az Attack (támadás) opciót kiválasztva harcolhatnak. A karakterek automatikusan harcolnak, addig, amíg megölik ellenfelüket, meghalnak vagy elfutva, elteleportálva kiszállnak a harcból.
A harc, három nagyobb csoportba osztható: közelharc, mágia, illetve távolharc. Közelharcban az ellenfelek egymás mellett, fegyverekkel vagy anélkül harcolnak, mágia esetén a rúnákkal varázsolnak ellenfeleikre, míg a távolharcban különféle távolharci fegyverekkel - főként íjjal - harcolnak. E harctípusok alkotják a "harci háromszöget". A közelharc a távolharc ellen a leghatékonyabb, a távolharc a varázslók ellen, míg a varázslatok a közelharcosok ellen. A játék legtöbb fegyvere középkori jellegű (kardok, csatabárdok, íjak) vagy fantasy-ihletésűek. A harc egy másik módja, hogy a játékosok szörnyet idéznek csatlósként a Summoning képesség segítségével.
Ellentétben a legtöbb MMORPG-vel, a RuneScape-ben nem lehet kasztot választani és a játékosok az összes típusú harcmódot fejleszthetik. Szabadon változtathatnak a három típus közül, a fegyvereik és vértjeik, páncéljaik cserélésével. A játékosok akár mindhárom harctípus kellékeit magukkal vihetik. Sok játékos használ pure - azaz tiszta - karaktert, melyek alacsony harci szinten is erősek, ugyanis általában csak két-három harci képességet fejlesztenek a nyolcból. Ezáltal, a hasonló szintű hagyományos karaktereket könnyűszerrel megölik.
Ha a játékosok harcban, méregtől, vagy egy akadályban való fennakadás következtében megsérülnek és elfogynak az életerőpontjaik, meghalnak. Az elvesztett pontokat evéssel és ivással lehet visszanyerni - akár harc közben is. A harci képességek ideiglenes fokozása érdekében, a játékosok varázsitalokat ihatnak. Ha egy játékos mégis meghal, újjáéled a három újraszületési pont egyikén, minden átok, vagy erősítés eltűnik, és a három legértékesebb nála lévő tárgyon kívül mindet elveszti - az egyik ima segítségével még egy negyediket is védelem alá helyezhet. Ha a játékosok az alvilágba (Abyss) mennek (egy labirintus melyet rúnakészítéskor használnak), a karakter, halál esetén egy tárgyat sem tart meg - ha imádkozott, akkor egyet. Az elejtett tárgyak, helyén egy sírkő jelenik meg; ha a játékosok visszajutnak mielőtt a sírkő eltűnik, visszaszerezhetik az összes tárgyat. A játékosok vehetnek drágább és több ideig álló sírkövet, a többi játékos javítással, vagy áldással megnövelheti azok élettartamát.

### Játékos játékos elleni harc
A játékos-játékos elleni harc (gyakran PvP az angol player versus player-ből), a Wildernessben (Vadon) ismét szabadon gyakorolható 2011. február 1. óta. A Wilderness lecserélésére anno 2007-ben azért volt szükség, mert azok a játékosok, akik valódi pénzért vettek tárgyakat a játékba - többnyire online aukciókon -, feltűnés nélkül átadhatták azt. Azóta számos biztonsági funkció került a játékba, így a Wilderness újra a pvp színtere lett. Míg a Wilderness nem volt elérhető (legalábbis pvp hely ként), a Bounty Hunter (fejvadász), a Clan Wars (klán háború), a Fist of Guthix (Guthix ökle) és a Duel Arena (párbaj aréna) minijátékok jelentették az ingyenes játékosok számára is elérhetőpvp helyeket. A Wilderness újranyitásakor a Bounty Hunter ismét előfizetős minijátékká vált, de a többi megmaradt az ingyenesen játszó játékosok részére is.
A Bounty Hunter minijátékban, a játékosoknak egy megadott célpontot kell megölniük, és ha sikerrel járnak, begyűjthetik, amit a célpont elejtett. Belépéskor, a játékosok feje fölött egy koponya jelenik meg, melynek színe a náluk lévő tárgyak piaci értékét jelzi. A játékosok kapnak egy megbízást, hogy öljenek meg egy másik játékost. Ha valaki másra támad, mint aki a megbízásában szerepel, egy három perces büntetést kap, és ez alatt nem hagyhatja el az arénát, és nem léphet ki a játékból. Ha mégis megpróbálja, akkor a három perc újraindul.
A Duel Arena-ban a játékosok párbajozhatnak egymással. Az előfizetők itt játszhatnak egy másik játékot, a Duel Tournamentet (párbaj torna), mely során, hatvannégy játékos mérkőzik meg egymással páronként, addig, amíg csak egy marad, aki az összes feltett tétet megnyeri. A játékosok hagyományos párbajokat vívhatnak szórakozásból, vagy feltett tétért cserébe. Ha a játékosok tétre játszanak, legfeljebb 3000 aranyat, vagy azzal egyenértékű tárgyakat tehetnek fel tétként. A határt a küldetések teljesítéséért járó küldetés pontok gyarapításával lehet növelni, akár 30 000 aranyig. Ha egy játékos meghal a párbajban, az aréna mellett újjáéled, és nem veszít el semmi mást, mint amit feltett tétként. A párbaj előtt, a játékosok maguk szabhatják meg a szabályokat, mint a varázsitalok, bizonyos harctípusok, az imádkozás, a mozgás vagy az akadályok engedélyezése vagy tiltása. A tornán belépéskor fizetett pénz mennyisége az előző tornákon való sikeresség alapján dől el.
A Clan Wars minijátékban klánok mérhetik össze erejüket, azonban csak azok játszhatnak, akik tényleg egy klán tagjai. Az összes csapattagnak össze kell fognia, hogy az ellenséges klán összes tagját megöljék. A játék során senki nem veszít el semmit és a játék akkor ér véget, ha az egyik csapat minden tagja meghal.
A Fist of Gutixban egy mágikus követ kell az egyik játékosnak vinnie, a másiknak pedig bizonyos idő alatt elvenni úgy, hogy megöli a kövest. A meghalt karakterek nem vesztenek semmit el. A győztes agyag aranyat kap amelyet ott költhet el "Gutix" tárgyak vételére. Ez a pénz máshol nem használható. A játékosok a varázslók kedvéért végtelen rúnát kapnak, de ha kimennek a játékszobából le kell adnia. A követ vivő játékos nem harcolhat a kezét elfoglaló kő miatt. Ha lerakja a másik nyert.
Az előfizetőknek még egy játék áll a rendelkezésükre melyben játékosok ellen harcolhatnak, a Castle Wars (kastély harc). Ebben a játékban, a feladat, az ellenséges csapat zászlóját megszerezni, és a bázisra vinni húsz perc alatt minél többször. Mind a két csapat egy-egy kastélyt ural, tetején a zászlóval, melyet a saját váruk tetején lévő zászlóhoz kell elvinni. A nyertes csapat jegyet kap, melyet dekoratív páncélért cserébe lehet beváltani.
A játékosok által birtokolt házakban az előfizetőknek több mód is áll a rendelkezésre, hogy összemérjék erejüket.

### Küldetések
A küldetések (Quests) olyan történetek, melyeknek a karakter részesévé válhat. Egy küldetés teljesítéséhez - néhány esetben már az elkezdéséhez - különféle követelményeknek kell megfelelnie a játékosoknak, mint egy megadott szint egy vagy több képességből, minimális harci szint, bizonyos küldetések teljesítése, vagy megfelelő számú küldetés pont. Néhány küldetésben a játékosoknak együtt kell megküzdeniük. A RuneScape küldetéseit négy csoportba lehet felosztani. A kezdő küldetések, gyakorlásként szolgálnak az új játékosoknak. A haladó küldetések egy aránylag alacsony szinten teszik próbára a játékosokat, míg a tapasztalt és a mester küldetések nehéz próbák megtétele elé állítják a játékosokat, melyek megoldásáért gyakran nagy jutalom jár. Ha egy játékos elvégzi a játék összes küldetését, egy speciális Teljesítmény Köpenyt vásárolhat magának, melyet leggyakrabban "Küldetés Köpenynek" hívnak. Az ingyenes játékosok küldetéseinek száma korlátozott, míg az előfizetők minden hónapban legalább egy új küldetést teljesíthetnek.
A játékosok a küldetések teljesítéséért különféle jutalmakat kapnak. A jutalom függ a küldetés nehézségétől, sokszor arany, egyedi tárgyak, tapasztalati pontok vagy új helyekre való eljutás, de minden esetben küldetés pont. A küldetések, a RuneScape történetét alakítják, és sok esetben egy olyan sorozat tagjai, melyben fokozatosan nehezednek az egyes részek. A leghosszabb és legrégebbi történetszál egy nyolcrészes, befejezetlen sorozat, a Plague City (Fertőzött Város), melynek legelső része 2002-ben jelent meg. A cselekmény során, a játékosok egy összeesküvés részesei és átélői lesznek, és egy elfek által lakott, elzárt területet nyit meg. A Jagex kijelentette, hogy ez a sorozat áll a legközelebb a RuneScape központi történetéhez.

### Interakciók
Gielinor birodalmát számos nemjátékos karakter lakja. Néhány nemjátékos karakter, mint a bolti eladó, nem bírható harcra, de a legtöbb nemjátékos karakter igen, és ezeket gyakran csak szörnyeknek, ellenségeknek nevezik a fajuktól függetlenül. A szörnyek skálája a mindennapi alacsony szintűektől, mint a csirkék és a medvék, az egyedi, gyakorta erős szörnyekig, mint a King Black Dragon (Fekete Sárkánykirály), vagy a Tz-Tok-Jad, váltakozik. Minden szörnynek megvan a maga erőssége és gyenge pontja. Például a démonok nagyon gyenge védelemmel rendelkeznek a mágikus támadásokkal szemben, míg a sárkányok nehezen sebezhetők mágiával. A szörnyek lehetnek agresszívak, vagy békések. A békés szörnyek nem foglalkoznak a játékosokkal, amíg azok meg nem támadják őket, míg az agresszív szörnyek mindenkit megtámadnak, akik nincsenek egy bizonyos harci szint fölött (Például a 44-es szintű Jungle Spider [Dzsungelpók] bárkit megtámad, kivéve a szintjénél több mint 2x magasabb szintű karaktert (44•2+1=89-es szint). Ezáltal, Gielinor néhány területe, igen veszélyes alacsony szintű játékosok számára.
A RuneScape-ben lehetőség van minijátékok játszására. A minijátékok általában egy előre megszabott területen folynak, és sok esetben egy képzettség köré épülnek. Az ilyen játékok során a játékosoknak együtt kell működniük.
Játékos-játékos elleni küzdelemre szintén minijátékok alatt kerülhet sor - lásd feljebb.

### Véletlen események (visszavont)
Véletlen események (random event) általában hosszú ideig tartó, monoton tevékenység esetén következnek be (sok időn át ugyanazt a szörnyet ölik, sokáig fát vágnak vagy halásznak). A véletlen eseményekben a játékosok figyelmére van szükség, ugyanis a feladványokat egy robot (a játék felügyelet nélküli irányítására kifejlesztett speciális szoftver) nem képes megoldani.
Bevezetésük azért volt szükségszerű, hogy kiszűrhessék az ilyen jellegű visszaéléseket. A robotok (más néven: botok, makrók) a karaktert felügyelet nélkül képesek irányítani, így a felhasználónak a gép mellett sem kell lennie a képességek növeléséhez, alapanyagok (például halak) összegyűjtéséhez. Ez a tevékenység nem fair a többi játékossal szemben és a RuneScape alapszabályába ütközik. A robotot használó játékos karakterét ideiglenesen lezárják(tehát nem lehet használni), de akár örökre is eltávolíthatják(bannolhatják) a játékból, ezért nem érdemes és nem szabad ilyen programokat használni!
A RuneScape fórumán, Paul Gower arra hívta fel a figyelmet, hogy a hosszabb ideig ugyanazon a képességen való munka egyhangúságát is csökkenti.
Néhány véletlen esemény egyszerű, melynek során a játékosnak csak egy nemjátékos karakterre kell kattintania, de léteznek bonyolultabbak is, ahol gyorsan és helyesen kell cselekedni, hogy a játékosok elkerüljék a negatív hatásokat, ami akár a halál is lehet. A játékosok általában jutalmat kapnak, ha teljesítenek egy véletlen eseményt. Ha nem sikerül teljesíteniük,például túl sokszor elrontják,vagy direkt rosszul cselekednek,az az NPC(nem játékos karakter), aki elteleportálta a játékost nem jutalmazza meg,sőt,messzire elteleportálja a tartózkodási helyétől,de akár meg is ölheti.
Miután Jagex sikeresen elindította Bot Nuke programját (melynek lényege a botok végleges kiirtása a játékból), a Véletlen események feleslegessé váltak, ezért el lettek távolítva a játékból. A Véletlen események egykori NPC-i megtalálhatók Gilenior különböző pontjain, az egykori jutalmak pedig megvásárolhatók Varrockban, az Iffie nevű NPC-től.

### Ünnepi események
Minden húsvétkor, Halloweenkor, Hálaadáskor és karácsonykor, a Jagex rendez egy különleges ünnepi eseményt Gielinorban. Akik sikeresen teljesítik a megoldandó feladatokat, egy ajándékokat kapnak. A 2002 karácsonya után megjelent ünnepi tárgyak (holiday item) nem eladhatóak, visszakérhetőek ha a játékosok elveszítik őket. A korábbi ünnepi tárgyak, melyek nagyon értékesek, rendszeresen gazdát cserélnek a játékosok között, ezekkel lehet kereskedni. A legtöbb ünnepen a játékosok egy új „mutatvánnyal” is gazdagodnak, mely az adott ünnephez kapcsolódik.

### Wilderness: Az új kezdet
Wilderness egy nagy és veszélyes hely Gielinor északkeleti részén, északra Asgarnia és Misthalin királyságtól. A Jagex 2011. február 1-jén visszahozta a játékba a "régi Wilderness"-t. Így most már újra lehet, a Vadon (Wilderness) egész területén más játékosokat ölni. A "Protect Item" ima bizonyos világokban nem használható. Ezeket nevezzük "High-risk Wilderness" világoknak. F2P (Free to play, magyarul: ingyenes játék) High-risk világok 124 137, míg a P2P (Pay to play, magyarul: fizetős játék) High-risk világok az 57 és 136.

## Közösség
A legtöbb játékos angol nyelven beszél, a publikus csatornán illendő angol nyelven megszólalni, ugyanis az angol a játék hivatalos nyelve (kivéve az öt német, a három francia, és az öt portugál [brazil] nyelvű szervert). Azok a játékosok, akik saját nyelvükön beszélnek, előfordul, hogy egy adott szerveren játszanak. Nem ritka azonban, hogy a játékosok egymás között anyanyelvükön beszélnek. A Clan-chat (Klán csatorna) segítségével kis "klubok" hozhatóak létre, amik akár anyanyelven is használhatóak, feltételezve, hogy az összes ottani játékos adott nyelvterülethez tartozik.
A Jagex programozói által készített fórumon, a játékosok megvitathatják a játék részleteit, különböző fórum-játékokkal játszhatnak, tárgyakat vehetnek és adhatnak el, ötleteiket megoszthatják a Jagex-szel a játék fejlesztésével kapcsolatban, szavazhatnak stb. Míg az ingyenes játékosok csak megtekinthetik a fórumot, az előfizetők írhatnak is bele - ezzel ők nagyobb befolyással bírnak a közösségre és a játékosok véleménye is nagyrészt az övék.
A játékosok e-mailben kérdéseket tehetnek fel Gielinor nemjátékos karaktereinek. Néhány kiválasztott levél megválaszolásra kerül minden hó végén melyet Postbag from the Hedge-nek hívnak (Sövénymenti Posta). A honlapnak ez a része 2005. szeptember 26-án indult útjára, és azóta az egyik leglátogatottabb részleg. 2002. szeptember 24-ei kezdettel, a játékosok az isteneknek írhattak levelet, azonban ez 2004. december 9-én megszűnt. A játékosok küldhetnek általuk készített, RuneScape-pel kapcsolatos képeket, melyek legjobbjai egy a honlapon keresztül elérhető galériában tekinthetők meg.
A játékosok rengeteg RuneScape rajongói oldalt alapítottak, azonban ezek közül a Jagex egyet sem támogat - ezt egy nagyobb rajongói oldal kritizálta is. Az alapvető és biztos információk a hivatalos oldalon érhetőek el, legyen szó a játékmenetről, a legfőbb szabályokról vagy a felhasználói biztonságról.

## Szabályok és azok megsértése
A 2007-es update után a szabályok egy része elévült, hiszen -mint később látszik is- a third party software-ek használata feleslegessé vált, mivel ha a játékosok nem tudtak többé ingyen cuccot szerezni a másik játékos megölésével, így a makrók által vezérelt karakterek feleslegessé váltak.
A szabályok:
- 1. Tilos a csúnya, illetve rágalmazó beszéd
- 2. Tilos más játékosok meglopása játékon keresztül
- 3. Tilos más játékosok jelszavának megkérdezése, és ellopása
- 4. Tilos a bugok (hibák) kihasználása, ehelyett jelenteni kell őket
- 5. Tilos Jagex-moderátort, vagy alkalmazottat megszemélyesíteni
- 6. Tilos árulni a karaktereket
- 7. Tilos makrókat használni, amik elvégzik helyetted a munkát
- 8. Tilos két karakterrel egy időben játszani
- 9. Tilos másokat biztatni a többi szabály megsértésére
- 10. Tilos átverni a Jagex embereit
- 11. Tilos reklámozni oldalakat
- 12. Tilos a valóságban akármilyen tárgyért, vagy pénzért árulni tárgyakat, illetve karaktereket
- 13. Tilos a személyes adatok megkérdezése

Sajnos a Jagex azt nem nagyon figyeli, hogy megszegik-e a szabályokat, ezért ha erről nem tudnak mások, nincs nagyon feljelentés.
Ha valaki megsérti az alábbiakat, a játékon belül egy erre kialakított gombbal (Report Abuse) bármelyik másik játékos aki szemtanúja volt, vagy bizonyos a szabálysértésben, feljelentheti őt. Ha egy játékos feljelent valakit, akkor csak 60 másodperc múlva tehet újabb feljelentést. Ekkor meg kell adni a szabálysértő nevét illetve azt, hogy miben vétkes. Minden játékosnak van egy ún. "tiltás-szintje" "és némítás-szintje". Amennyiben Jagex tetten ér valakit, vagy a megfelelő bejelentések alapján elítél valakit, nő az adott szintje és a következő büntetésekre számíthat:
- 3-14 napig terjedő némítás (mute), ami mellett nem lehet játékon belül beszélni
- 3-14 napig terjedő eltiltás (ban), ami mellett nem lehet belépni a felhasználóhoz

Ha egy játékos nem tartja jogosnak a büntetést, vagy van a védelmére szóló körülmény, az "Appeal an offence/ban" modulban küldhet üzenetet a szabálysértéssel kapcsolatban. Vannak bizonyos szabálysértések, melyekért a játékos automatikus és végleges tiltást/némítást kaphat, melyekre nem lehet Appealokat küldeni.
Ilyenek például:
- Nagy mértékű makróhasználat.
- Súlyos visszaélés játékhibákkal, nagy előny elsajátítása játékhibákkal.
- Visszaeső szabálysértés.

### Hivatalos honlapok
- RuneScape – A hivatalos RuneScape honlap
- Jagex – A Jagex Ltd. Hivatalos honlapja

### Fontosabb oldalak kezdő, illetve haladó játékosoknak
- InterQueo 2007rs Közösség Archiválva 2016. március 6-i dátummal a Wayback Machine-ben (magyarul)
- RsHun Közösség és Klán (magyarul)
- Runescape Wiki Archiválva 2020. szeptember 20-i dátummal a Wayback Machine-ben (magyarul)
- Rune HQ (angolul)
- Rune Tips (angolul)
- Zybez Runescape Help (angolul)
- Magyar Klánok Listája[halott link] (magyarul)
- Runescape Wiki (angolul)